# Ewangeliarz z Echternach

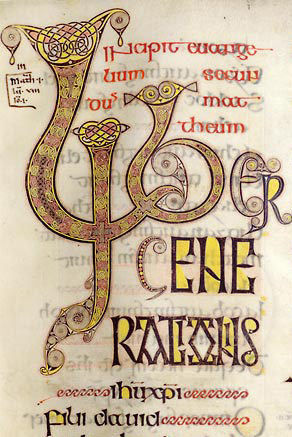
Fragment manuskryptu z ozdobnym inicjałem

Ewangeliarz z Echternach – iluminowany łaciński ewangeliarz z VII wieku, uznawany za jeden z najwybitniejszych przykładów rękopiśmiennictwa insularnego. Obecnie stanowi część zbiorów Francuskiej Biblioteki Narodowej (sygnatura MS. lat. 9389).
Księga powstała pod koniec VII wieku. Uważa się, iż wyszła spod ręki tego samego skryby co Księga z Durrow. Za miejsce powstania manuskryptu uznawany jest klasztor Lindisfarne w Northumbrii, choć niektórzy badacze wskazują także na Ionę, któryś z klasztorów Irlandii, a nawet kontynentalne pochodzenie manuskryptu. Po roku 690 księga trafiła na kontynent i znalazła się w opactwie w Echternach, założonym przez św. Wilibroda. Nie jest jasne, czy Wilibrod przywiózł księgę ze sobą, czy trafiła ona do klasztoru później. Manuskrypt przebywał w Echternach do czasów rewolucji francuskiej, kiedy to klasztor został zsekularyzowany. W 1802 roku trafił do zbiorów Francuskiej Biblioteki Narodowej.
Manuskrypt ma wymiary 340×265 mm i składa się z 223 kart in folio. Ozdobiony jest artystycznymi inicjałami i miniaturami z symbolami czterech Ewangelistów, skromniejszymi jednak niż w pozostałych manuskryptach insularnych z tego okresu. Tekst pisany jest półuncjałą przechodzącą często w kursywę. Świadczy to, iż skryba pracował prawdopodobnie pod presją czasu, nie mając zbyt wiele czasu na wykończenie księgi.

## Galeria

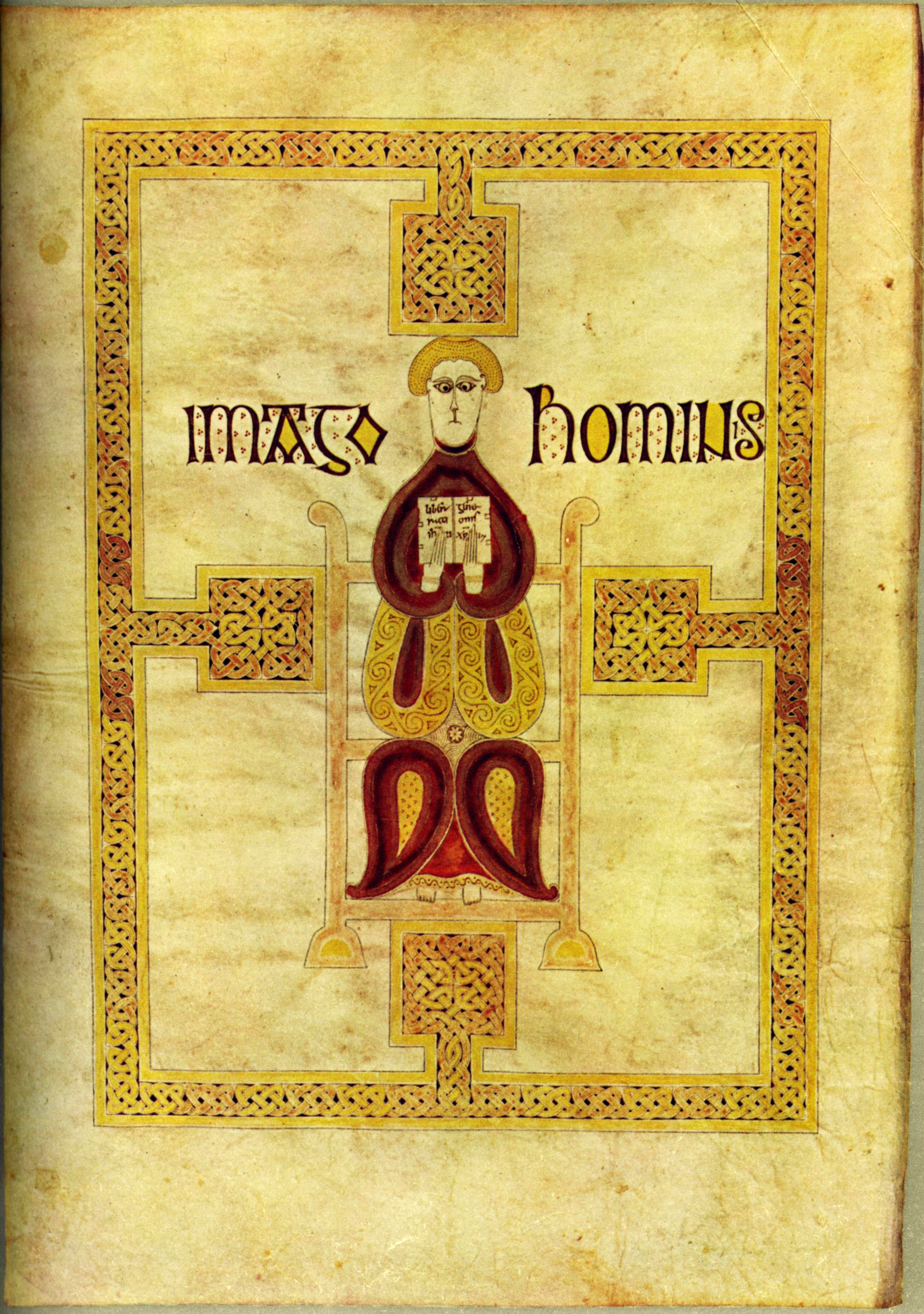
Człowiek – symbol św. Mateusza
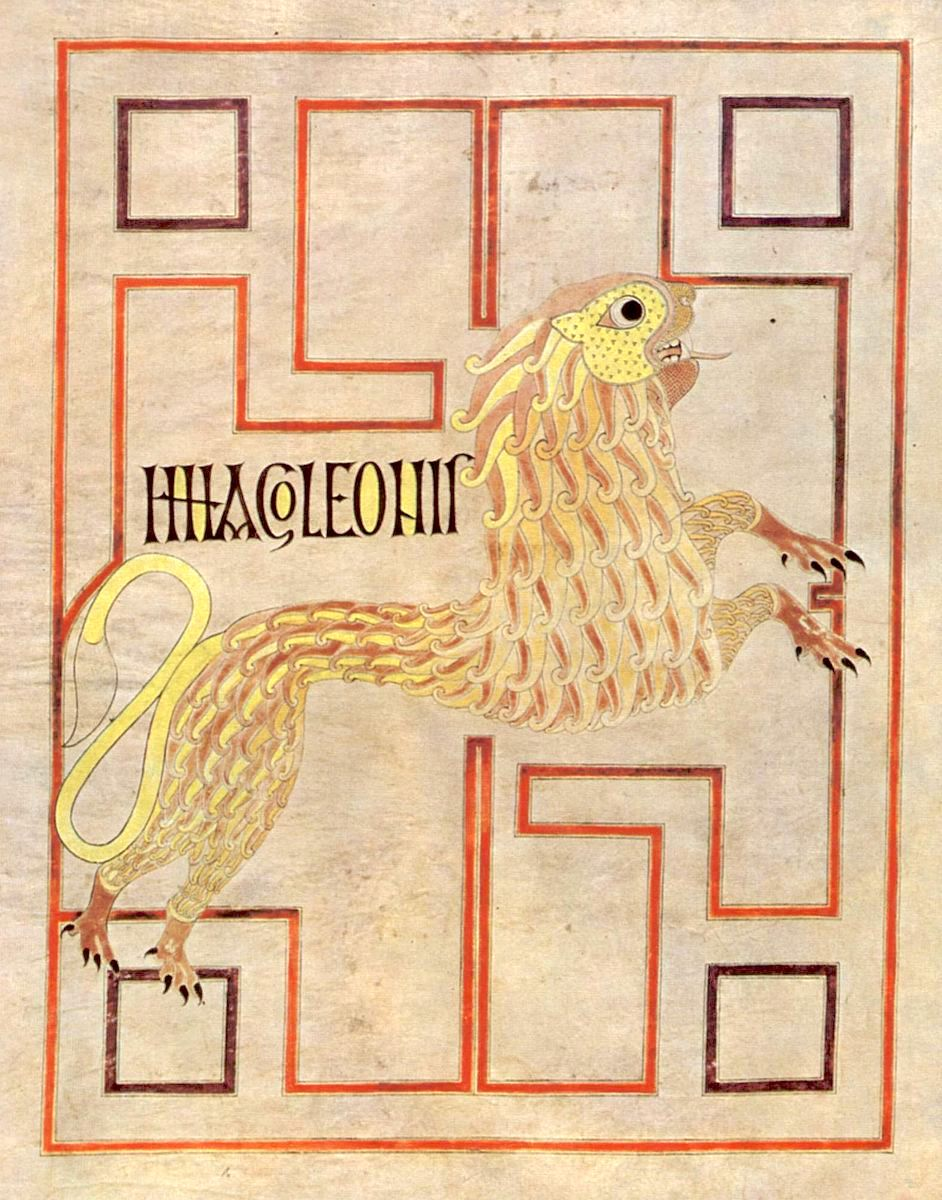
Lew – symbol św. Marka
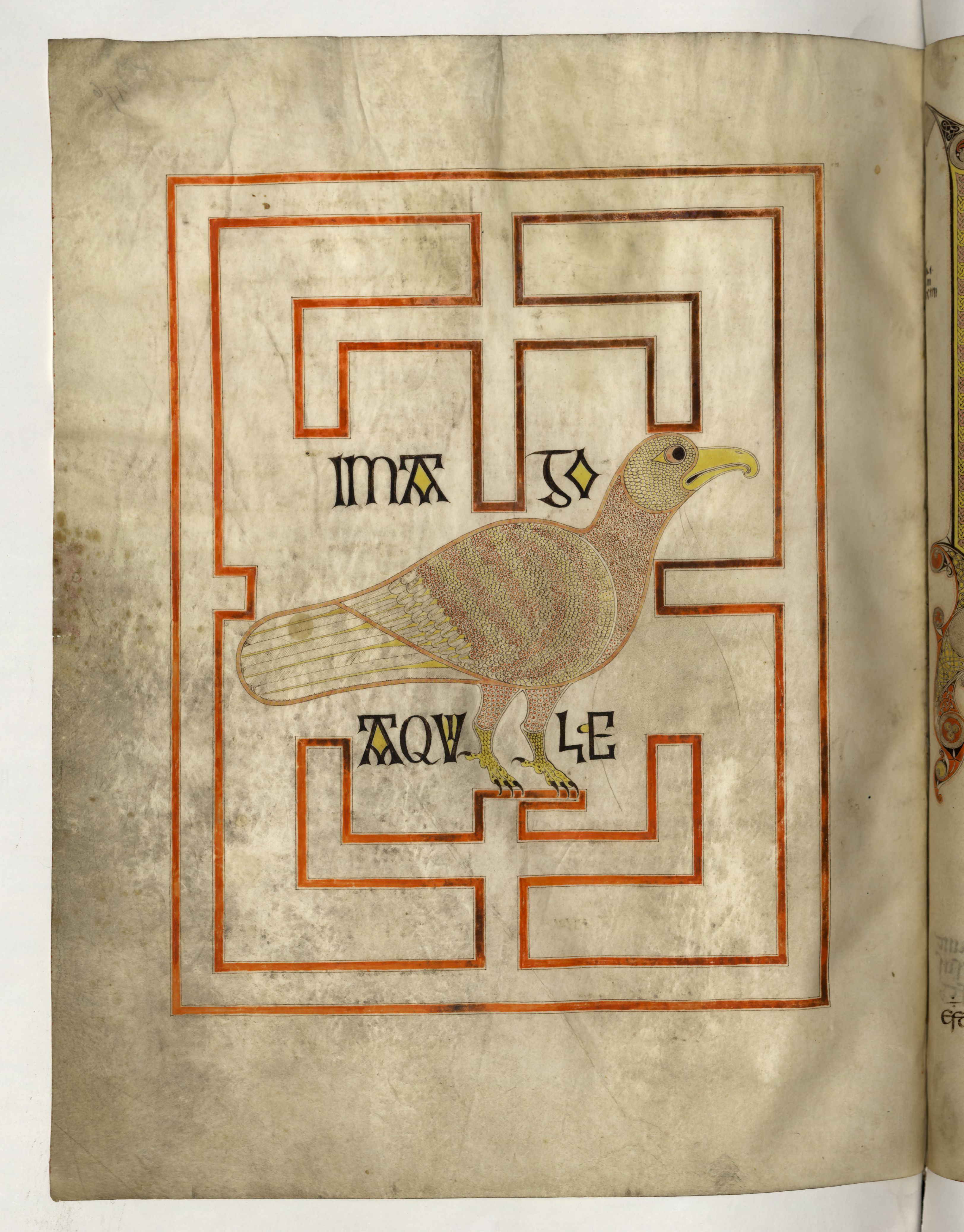
Orzeł – symbol św. Jana